# あいら
あいら（1985年1月17日 - ）は、日本の元AV女優。

## 略歴
2006年にAVデビュー。
現在は引退している。

## 出演作品

### アダルトビデオ
2006年
- 監禁悪戯玩具ファイル#3 ボクはキミにイタズラしたい 3/12 （3月31日、ゴーゴーズ）
- 萌えあがる募集若妻 淫らに狂いだす身売り若妻 45 あいらさん （4月22日、プレステージ）
- どすけべ痴女 真性絶頂! 中出し 新人女優 あいらの素顔 （4月26日、エイチエス映像）
- 禁断付属女学園 （4月28日、アウダースジャパン）共演:笠木あやか、上野ゆり、MARIA
- DOKIレズ （4月28日、アウダースジャパン）共演:笠木あやか、上野ゆり、MARIA
- 素人生汁娘 東京サポ 15 Aさん （6月1日、プレステージ）
- 初脱ぎ、あいらドキッ!! （6月15日、トップワン）
- 女子校生の野外露出ダンス （6月17日、ラハイナ東海）共演:BOTAN
- その辺の女にセンズリ見せつけました （6月17日、ラハイナ東海）オムニバス作品
- ファイトいっぱちゅ♥ （7月15日、トップワン）
- 第2回 D-1クライマックス 公開オーディション （7月25日、ドグマ）共演:三津なつみ、立花里子、持田茜、友田真希、常夏みかん、長谷川ちひろ、華美月、南亜梨沙、楓アイル、若葉薫子、倖田李梨、SARINA、大塚ひな、麻生岬、真鍋あや、京本かえで、野々宮りん、安藤美緒、月野くるみ、のむらゆめ、綾菜りの ほか
- 愛と唾液で奏でるベロレズビアン （8月6日、アロマ企画）共演:桜沢まひる、逢澤ゆうり
- WクイコミDANCE 2 （8月15日、ジャネス）共演:名波ゆら
- Bikini ヌギヌギダンス 2 （8月15日、ジャネス）共演:名波ゆら、楠あいり、笠木あやか
- 女子校生集団痴女 （8月19日、スタイルアート）共演:名波ゆら、夢乃加奈、萌菜牡丹、えま
- DANCE SPIRIT Light レズヴァージョン （8月19日、スタイルアート）共演:めぐみ、名波ゆら、白川麗子、長井円香、幸咲しおり ほか
- 痴女不動産 庭付 痴女付 一戸建て （9月7日、アキノリ）共演:美波さら、夢乃加奈、成瀬紗也、名波ゆら
- 嵐 VOL.2 （9月8日、ビッグモーカル）共演:楓、春うらら、福永あや、名波ゆら、長井円香
- 近親強姦5 私、お父さんに無理やり犯されました （9月10日、隼エージェンシー）オムニバス作品 他出演:朝比奈ハル、大石もえ、深見ひなこ、葵あげは、森野まりな、遊姫、陽多まり
- アドリブ痴女トリプルライブ （9月15日、ドグマ）共演:SARINA、倖田李梨
- スク水♥女子校生 WET DANCE （9月19日、スタイルアート）共演:名波ゆら、幸咲しおり、めぐみ、白川麗子、星井るい、長井円香
- 中出し@女子校生 （9月19日、ミスター・インパクト）オムニバス作品 他出演:安藤美緒、さくらの、美咲沙耶、咲月ゆり、川尻みゆき、流海
- HIGH SCHOOL FUCK （10月1日、アイデアポケット）オムニバス作品 他出演:蛯原みなみ、優利咲らん、熊川まき
- 会社で女子社員にやってみたいエッチなことベストテン （10月5日、V&Rプロダクツ）共演:蒼月ひかり、伊吹ゆうな、瀬戸まゆか、風吹恋、古瀬優衣、杉本蝶、夏目涼、二宮らら、はすみ、Maria
- 超高級美少女レズ・ソープ嬢 （10月5日、ディープス）主演:立花里子 共演:春うらら 他出演:姫宮ラム、大川怜
- 受精! 現役素人モデル 2 （10月11日、コージィ）
- CELEB CLUB VOL.III （10月12日、ブルーアイ）
- ヌギヌギ★DANCE new face carnival （10月15日、ジャネス）共演:瀬戸まゆか、小柳さつき、日暮ほのか、
- 極上手コキ （10月19日、ミスター・インパクト）オムニバス作品 他出演:椎名愛美、瞳れん、SARINA、南野優、月嶋ななか、高瀬まゆ、名波ゆら、蛯原みなみ、笠原ひとみ、葉山くみこ、陽多まり ほか
- キャバ嬢乱痴気ダンスストリップ stage 01 （10月25日、ジャネス）共演:春うらら 、長井円香、福永あや、名波ゆら
- ハーレム女学園 魅惑のモテまくり学園生活編 （11月1日、MOODYZ）共演:田中梨子、早乙女みなき、泉まりん、名波ゆら、北崎未来、杉本蝶、川島千愛、夢乃加奈、蛯原みなみ ほか
- Air Sex Dance PART.2 （11月5日、ジャネス）オムニバス作品 他出演:水沢ダイヤ、常夏みかん、中山りお、水谷るい、早乙女みなき、大越はるか、小柳さつき
- ロリロリ中出し V （11月11日、隼エージェンシー）オムニバス作品 他出演:高瀬まゆ、流海、安藤美緒、観月優、愛川ルナ、香取衣菜、萩原陽奈子
- エロカワ素人痴女 4時間 （11月17日、BAZOOKA）オムニバス作品 他出演:笠木あやか、可愛あみん、名波ゆら、沢井真帆 ほか
- MOODYZファン感謝祭 バコバコバスツアー2006 まるごと全裸スペシャル （12月1日、MOODYZ）共演:城崎めぐ、姫宮ラム、杉浦まな、加藤エミリ、you.、北崎未来、咲田みう、青山ルイ、栗山ゆい、Ai、はすみ、伊藤ひらり、愛浦こころ、さとう和香、桜井かりん
- ツンデレメイド （12月7日、タカラ映像）
- オナニスト -第15章- （12月10日、隼エージェンシー）オムニバス作品 他出演:百瀬まひる、唐沢美樹、一ノ瀬カレン、美咲沙耶、華美月、さいとう真央、菅野亜梨沙、咲月ゆり、麻生岬、杉浦まな、持田茜、葉月ゆり、水森あおい、速水ひかる、天咲めい、蛯原みなみ、瀬咲るな、深津映見、松永玲奈、椎名りく、川尻みゆき、安藤美緒、陽多まり、斉藤めぐみ、藤崎怜里、葵えみり、栗原まあや、さとう和香、木村那美、藤本あかね、桜沢まひる、流海、さくらの、SARINA、綾野みゆき、舞乃るあ、RIONA、中島あいり、速水怜
- オーバーニー×ミニスカ 絶対領域 01 （12月15日、ケー・トライブ）
- 野外露出ダンス COLLECTION1 （12月19日、スタイルアート）共演:笠木あやか、若槻めい、名波ゆら、杉浦まな、つゆの優、山吹センリ
- 女子校生 痴女バスツアー （12月19日、スタイルアート）共演:瞳れん、中山りお、早乙女みなき、笠木あやか、名波ゆら、杉浦まな、山吹センリ ほか
- 集団痴女学園 2 完全版 （12月22日、ケイ・エム・プロデュース）共演:立花里子、観月若菜、平川恋

2007年
- キュートでお洒落な女の子のスケまんをじっくり拝めちゃう激ヤバ映像 VOL.1 （1月5日、未来・フューチャー）共演:笠木あやか
- KARMAファン感謝祭 ロリロリバスツアー 2 （1月13日、カルマ）共演:大塚ひな、宝生瑠璃、藤崎怜里、島田香奈、愛みこ、月野くるみ、菅野まゆみ、彩芽はる、名波ゆら、矢口はな、RION、中野すず、工藤ありす、望月るい、みなみひな
- 女子校生乱痴気ヌギヌギDANCE （1月13日、ラハイナ東海）共演:日暮ほのか、小柳さつき、常夏みかん、浜崎リオン、瀬戸まゆか、MARIA、HIN@
- 裸でカイロプラクティック （2月8日、V&Rプロダクツ）オムニバス作品 他出演:加瀬あゆむ、工藤未紗、神崎麗子、紺乃すず、花桐まつり
- Tokyo after work OL #002 （3月1日、メガロポリス）
- エロエロ!! ダンスPro 4 （女子校生編） （3月17日、ラハイナ東海）共演:小柳さつき
- スクールギャル★掃除機責め （3月18日、ジャパン）共演:瞳れん、北崎未来、花山あおい
- スクールギャル★尻コキ （3月18日、ジャパン）共演:瞳れん、北崎未来、花山あおい
- スクールギャル★脚責め （3月18日、ジャパン）共演:瞳れん、北崎未来、花山あおい
- 本物GirlzHipHopダンサー Aira 魅惑の腰使いでチ○ポ抜きまくり!! （3月22日、ディープス）
- 美少女の足裏 vol.2 （4月24日、ジャパン）オムニバス作品 他出演:聖瑛麻、笠木あやか、逢澤ゆうり、椎名あみ、速水怜、花山あおい、山吹センリ、綾瀬梨奈、川本凛、三浦真琴
- NOモザイク! おげれつダンス!! PART.7 （4月25日、未来・フューチャー）共演:花山あおい
- COSTUME PLAY LESBIAN 2 （5月15日、麒麟堂）共演:遊姫
- セルフ撮影オナニー動画 （5月15日、麒麟堂）オムニバス作品 他出演:元木ひなよ、神山里子、徳井唯
- GALと女子校生 season.1 （5月25日、U&K）共演:瞳れん
- 超オゲレツ! 超クイコミ! スケベなダンス!! 2 （5月26日、ラハイナ東海）共演:花山あおい
- 実録 ラブホ （6月2日、AVファクトリー）オムニバス作品 他出演:春名えみ ほか
- ONLY ONE #6 一度限りのAV体験 6 （6月22日、メディアバンク）オムニバス作品 他出演:きょうこ、まい、みほ
- 女子校生日記 #1 （6月22日、U&K）オムニバス作品 他出演:SAYA、RIRIKA、MANAMI
- 超オゲ!オゲ! 極エロダンサー 4 （7月5日、未来・フューチャー）…演:花山あおい
- 美脚倶楽部 （8月10日、麒麟堂）共演:遊姫
- 恋愛できないカラダ 3 （9月22日、あけぼの映像）オムニバス作品 他出演:MAYA